# Takagi Kitakyushu Water Wave
Los Takagi Kitakyushu Water Wave (タカギ北九州ウォーターウェーブ Takagi Kitakyūshū Wōtā Wēbu?) son un equipo de sóftbol femenino de Japón con sede en Kitakyushu, Fukuoka. Compiten en la West Division de la Japan Diamond Softball League (JD.League).

## Historia
Los Water Wave fueron fundados en 1969 como equipo de sóftbol de Toshiba Kitakyushu (una fábrica de Toshiba). El equipo se traspasó a Takagi en 2017.
La Japan Diamond Softball League (JD.League) se fundó en 2022, y los Water Wave se unieron a la nueva liga formando parte de la West Division.

## Roster actual
- Actualizado el abril de 2022.[4]

| Posición        | N.º       | Nombre            | Edad      | Altura              | Bateo       | Lanz.     | Notas     |
| Jugadoras       | Jugadoras | Jugadoras         | Jugadoras | Jugadoras           | Jugadoras   | Jugadoras | Jugadoras |
| --------------- | --------- | ----------------- | --------- | ------------------- | ----------- | --------- | --------- |
| Lanzadoras      | 11        | Saki Kobayashi    | 29 años   | 162 cm (5 ft 4 in)  | Derecha     | Derecha   |           |
| Lanzadoras      | 14        | Nanami Yoshizaki  | 28 años   | 152 cm (4 ft 12 in) | Izquierda   | Izquierda |           |
| Lanzadoras      | 16        | Mua Kanada        | 21 años   | 171 cm (5 ft 7 in)  | Izquierda   | Derecha   |           |
| Lanzadoras      | 18        | Saki Uemura       | 25 años   | 161 cm (5 ft 3 in)  | Derecha     | Derecha   |           |
| Lanzadoras      | 27        | Ayane Shikano     | 23 años   | 167 cm (5 ft 6 in)  | Izquierda   | Izquierda |           |
| Receptoras      | 10        | Hinano Otozu      | 27 años   | 157 cm (5 ft 2 in)  | Izquierda   | Derecha   |           |
| Receptoras      | 21        | Ayumi Yamaguchi   | 25 años   | 165 cm (5 ft 5 in)  | Derecha     | Derecha   |           |
| Cuadro interior | 3         | Yuka Yamane       | 24 años   | 155 cm (5 ft 1 in)  | Izquierda   | Derecha   |           |
| Cuadro interior | 7         | Mayu Hosomi       | 28 años   | 154 cm (5 ft 1 in)  | Izquierda   | Derecha   |           |
| Cuadro interior | 15        | Sayaka Doi        | 25 años   | 162 cm (5 ft 4 in)  | Izquierda   | Izquierda |           |
| Cuadro interior | 19        | Masaki Kanehira   | 28 años   | 164 cm (5 ft 5 in)  | Izquierda   | Derecha   |           |
| Cuadro interior | 23        | Mana Hosono       | 23 años   | 166 cm (5 ft 5 in)  | Ambidiestro | Derecha   |           |
| Jardineras      | 1         | Haru Okazaki      | 25 años   | 169 cm (5 ft 7 in)  | Izquierda   | Derecha   |           |
| Jardineras      | 2         | Nami Higuchi      | 31 años   | 165 cm (5 ft 5 in)  | Derecha     | Derecha   |           |
| Jardineras      | 4         | Kaho Sato         | 28 años   | 160 cm (5 ft 3 in)  | Izquierda   | Izquierda |           |
| Jardineras      | 6         | Kanami Naruse     | 21 años   | 160 cm (5 ft 3 in)  | Derecha     | Derecha   |           |
| Jardineras      | 22        | Misa Fukumoto     | 28 años   | 163 cm (5 ft 4 in)  | Izquierda   | Derecha   |           |
| Jardineras      | 37        | Mao Watanabe      | 28 años   | 165 cm (5 ft 5 in)  | Derecha     | Derecha   |           |
| Cuerpo técnico  |           |                   |           |                     |             |           |           |
| Mánager         | 30        | Miho Raijo        | 46 años   | -                   | -           | -         |           |
| Entrenadores    | -         | Yasunori Watanabe | 51 años   | -                   | -           | -         |           |